# 新北野
新北野（しんきたの）は、大阪府大阪市淀川区にある町名。現行行政地名は新北野一丁目から新北野三丁目。

## 地理
淀川区の南西部に位置し、十三地域に属している。東に十三東、西と北西に塚本、北の東側に十三本町、中央側に十三元今里、川を挟んで南に北区と接している。

### 河川
- 淀川

## 世帯数と人口
2019年（令和元年）9月30日現在の世帯数と人口は以下の通りである。
| 丁目         | 世帯数    | 人口    |
| ------------ | --------- | ------- |
| 新北野一丁目 | 1,383世帯 | 2,007人 |
| 新北野二丁目 | 834世帯   | 1,574人 |
| 新北野三丁目 | 1,717世帯 | 2,551人 |
| 計           | 3,934世帯 | 6,132人 |

### 人口の変遷
国勢調査による人口の推移。
| 1995年（平成7年）  | 6,603人 | [ 5 ] |  |
| 2000年（平成12年） | 6,461人 | [ 6 ] |  |
| 2005年（平成17年） | 5,930人 | [ 7 ] |  |
| 2010年（平成22年） | 5,957人 | [ 8 ] |  |
| 2015年（平成27年） | 6,165人 | [ 9 ] |  |

### 世帯数の変遷
国勢調査による世帯数の推移。
| 1995年（平成7年）  | 3,223世帯 | [ 5 ] |  |
| 2000年（平成12年） | 3,387世帯 | [ 6 ] |  |
| 2005年（平成17年） | 3,160世帯 | [ 7 ] |  |
| 2010年（平成22年） | 3,394世帯 | [ 8 ] |  |
| 2015年（平成27年） | 3,740世帯 | [ 9 ] |  |

## 学区
市立小・中学校に通う場合、学区は以下の通りとなる。なお、小学校・中学校入学時に学校選択制度を導入しており、通学区域以外に淀川区にある以下の通学区域に隣接する校区にある小学校・中学校から選択することも可能。
| 丁目         | 番   | 小学校             | 中学校               |
| ------------ | ---- | ------------------ | -------------------- |
| 新北野一丁目 | 全域 | 大阪市立神津小学校 | 大阪市立新北野中学校 |
| 新北野二丁目 | 全域 | 大阪市立神津小学校 | 大阪市立新北野中学校 |
| 新北野三丁目 | 全域 | 大阪市立神津小学校 | 大阪市立新北野中学校 |

## 事業所
2016年（平成28年）現在の経済センサス調査による事業所数と従業員数は以下の通りである。
| 丁目         | 事業所数  | 従業員数 |
| ------------ | --------- | -------- |
| 新北野一丁目 | 87事業所  | 2,067人  |
| 新北野二丁目 | 38事業所  | 308人    |
| 新北野三丁目 | 70事業所  | 500人    |
| 計           | 195事業所 | 2,875人  |

## 交通
- 国道176号
- 大阪府道16号大阪高槻線（淀川通）

## 施設
- 大阪府立北野高等学校
- 大阪市立新北野中学校
- 大阪市立淀川図書館
- ひかり幼稚園
- 淀川警察署 新北野交番
- 淀川新北野郵便局
- 近畿労働金庫 十三支店

## その他

### 日本郵便
- 〒532-0025[3]（集配局：淀川郵便局[13]）